# Mixdrankje
Een mixdrankje is een drank samengesteld uit twee of meer componenten, waarbij veelal een van de samenstellende dranken alcoholhoudend is. Het is een van de dranken die onderdeel uitmaken van wat sinds het begin van de 21e eeuw gezien wordt als de breezercultuur.
Tot de meest populaire mixdranken behoren de alcopops, een samenvoeging van gesuikerde drank met ethylalcohol. De drank wordt verkregen door vergisting van vruchtensap. Vervolgens wordt extra alcohol en koolzuur toegevoegd bij carboniseren. De resulterende alcoholpercentages schommelen tussen 5 en 8% vol.
Een variant zijn pre-mix mixdrankjes, een samenvoeging van limonade of fruitsap met een bekende gedistilleerde drank zoals wodka, gin of jenever. Het alcoholgehalte is ook bij deze variant tussen 5 en 8%.
Tot de sterkere mixdrankjes behoren blasters, waar soortgelijke gedistilleerde drank vermengd wordt met een booster, dit is een alcoholvrije frisdrank met toegevoegde stimulerende pepmiddelen als Guaraná, taurine of cafeïne, soortgelijk als bij energiedrank. Het alcoholgehalte is veelal 10% en de aanwezigheid van veelal cafeïne maakt dat het effect van de alcohol vertraagd wordt ervaren.
De sterkste mixdrankjes zijn shooters, alcoholhoudende likeuren met een hoog alcoholgehalte, vermengd met een lichtstimulerende stof, zoals Guaraná en cafeïne en alcoholgehaltes tussen 10 en 20%.